# Condado de Shasta
O condado de Shasta (em inglês:  Shasta County) é um dos 58 condados do estado americano da Califórnia. Foi fundado em 1850. A sede e cidade mais populosa do condado é Redding.

## Geografia
De acordo com o United States Census Bureau, o condado possui uma área de 9 965 km², dos quais 9 778 km² estão cobertos por terra e 186 km² por água.

## Demografia
Segundo o censo nacional de 2010, o condado possui uma população de 177 223 habitantes e uma densidade populacional de 18 hab/km². Possui 77 313 residências, que resulta em uma densidade de 8 residências/km².
Das 3 localidades incorporadas no condado, Redding é a mais populosa, com 390 724 habitantes, o que representa 51% da população total, enquanto que Anderson é a mais densamente povoada, com 602 hab/km². Anderson é também a menos populosa, com 9 932 habitantes. De 2000 para 2010, a população de Shasta Lake cresceu quase 13%. Apenas uma cidade possui população inferior a 10 mil habitantes.